# Kstowo
Kstowo (russisch Кстово) ist eine russische Stadt mit 66.657 Einwohnern (Stand 14. Oktober 2010) und Verwaltungszentrum des gleichnamigen Rajons (Landkreises) in der Oblast Nischni Nowgorod.

## Geographie
Der Ort liegt am rechten Ufer der Wolga, 29 Kilometer südöstlich der Gebietshauptstadt Nischni Nowgorod. Letztere ist zugleich die am nächsten gelegene Stadt; weitere benachbarte Städte sind Bor (23 km nördlich von Kstowo am gegenüberliegenden Wolga-Ufer gelegen) und Bogorodsk (42 km westlich).

## Geschichte

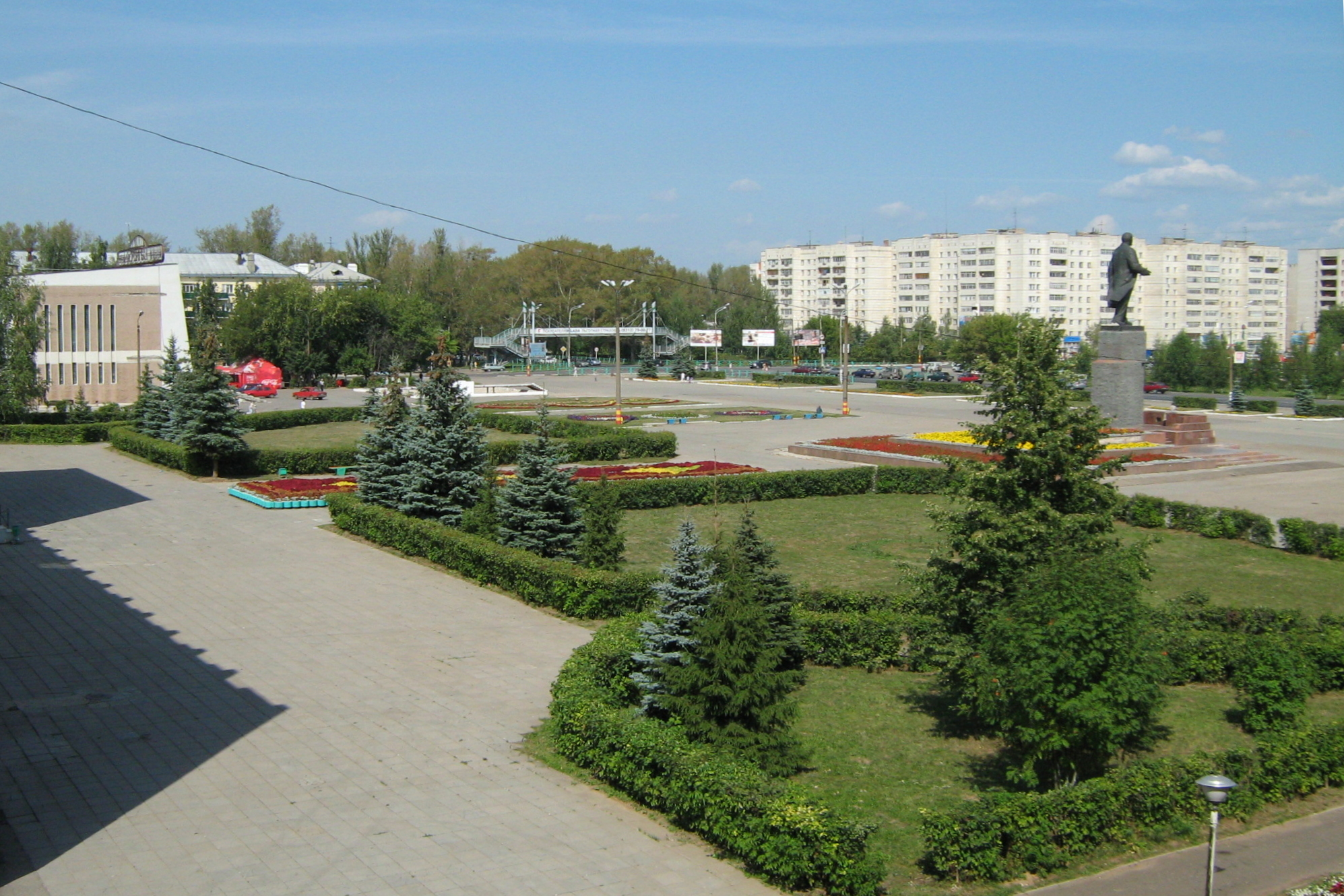
Leninplatz

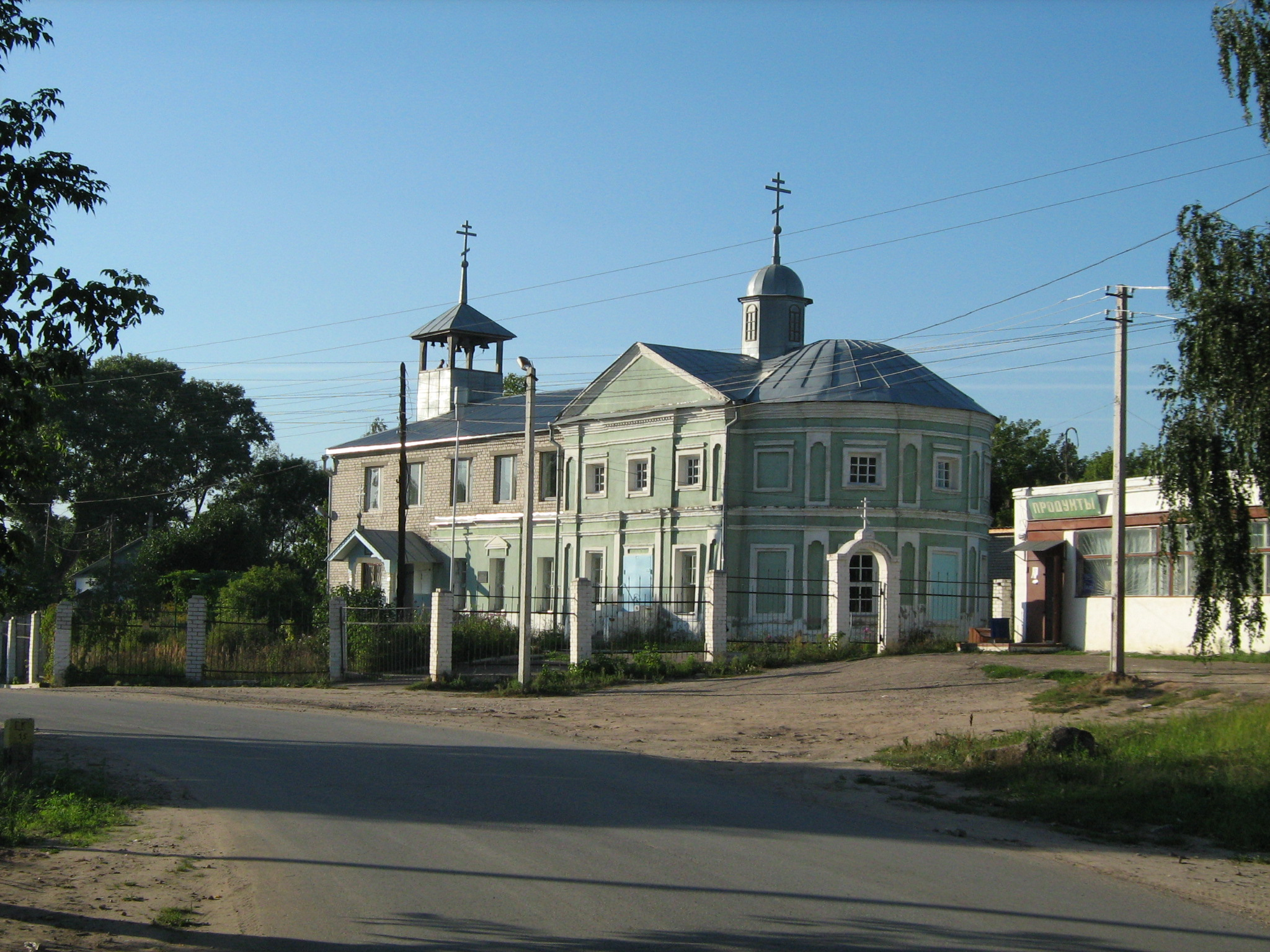
Kasaner Kirche zu Kstowo (erbaut in den 1880er-Jahren)

Kstowo wurde im 14. Jahrhundert erstmals schriftlich erwähnt. Ursprünglich hieß das Dorf Kstoskaja (Кстоская), wobei der Ursprung des Namens aus der in dieser Gegend damals weit verbreiteten mordwinischen Sprache vermutet wird.
Vom 15. Jahrhundert an war das Dorf im Besitz des Nischni Nowgoroder Petscherski-Himmelfahrts-Klosters, bis 1763 die russisch-orthodoxen Klöster des Russischen Kaiserreiches vom Staat weitgehend enteignet wurden. Danach und bis zur Abschaffung der Leibeigenschaft 1861 gehörte die Ortschaft der Industriellenfamilie Paschkow.
Im 18. und 19. Jahrhundert war die Bevölkerung Kstowos vorwiegend mit Treideln von Wolga-Schiffen beschäftigt, ansonsten mit Landwirtschaft und Holzgewinnung. Auch am Anfang des 20. Jahrhunderts zählte das Dorf weit unter 1000 Einwohner.
1929 wurde Kstowo im Zuge einer Gebietsreform Rajonzentrum. Da dort zu jener Zeit die Forstwirtschaft verstärkt aufgebaut wurde, betrug die Bevölkerungszahl Kstowos 1939 bereits etwa 2000 Einwohner.
Als in den 1950er Jahren die Nowogorkowski-Ölraffinerie gebaut wurde, entstand ab 1951 eine komplett neue Stadt abseits des alten Dorfes Kstowo. Der alte Teil ist bis heute zum Großteil intakt geblieben. 1957 wurde Kstowo das Stadtrecht verliehen.

### Bevölkerungsentwicklung
| Jahr | Einwohner |
| ---- | --------- |
| 1939 | 2.034     |
| 1959 | 27.023    |
| 1970 | 48.336    |
| 1979 | 58.774    |
| 1989 | 64.214    |
| 2002 | 66.944    |
| 2010 | 66.657    |

Anmerkung: Volkszählungsdaten

## Wirtschaft und Infrastruktur
Die Nowogorkowski-Ölraffinerie ist bis heute der Hauptbetrieb Kstowos und gehört gegenwärtig zum Mineralölkonzern Lukoil. Weitere in Kstowo ansässige Industriebetriebe sind u. a. ein Heizkraftwerk, eine Baustofffabrik sowie Betriebe der Nahrungsmittel- und der Holzindustrie.
Die Stadt liegt an der Fernstraße M7 und verfügt über einen Eisenbahnanschluss.

## Bildung und Sport

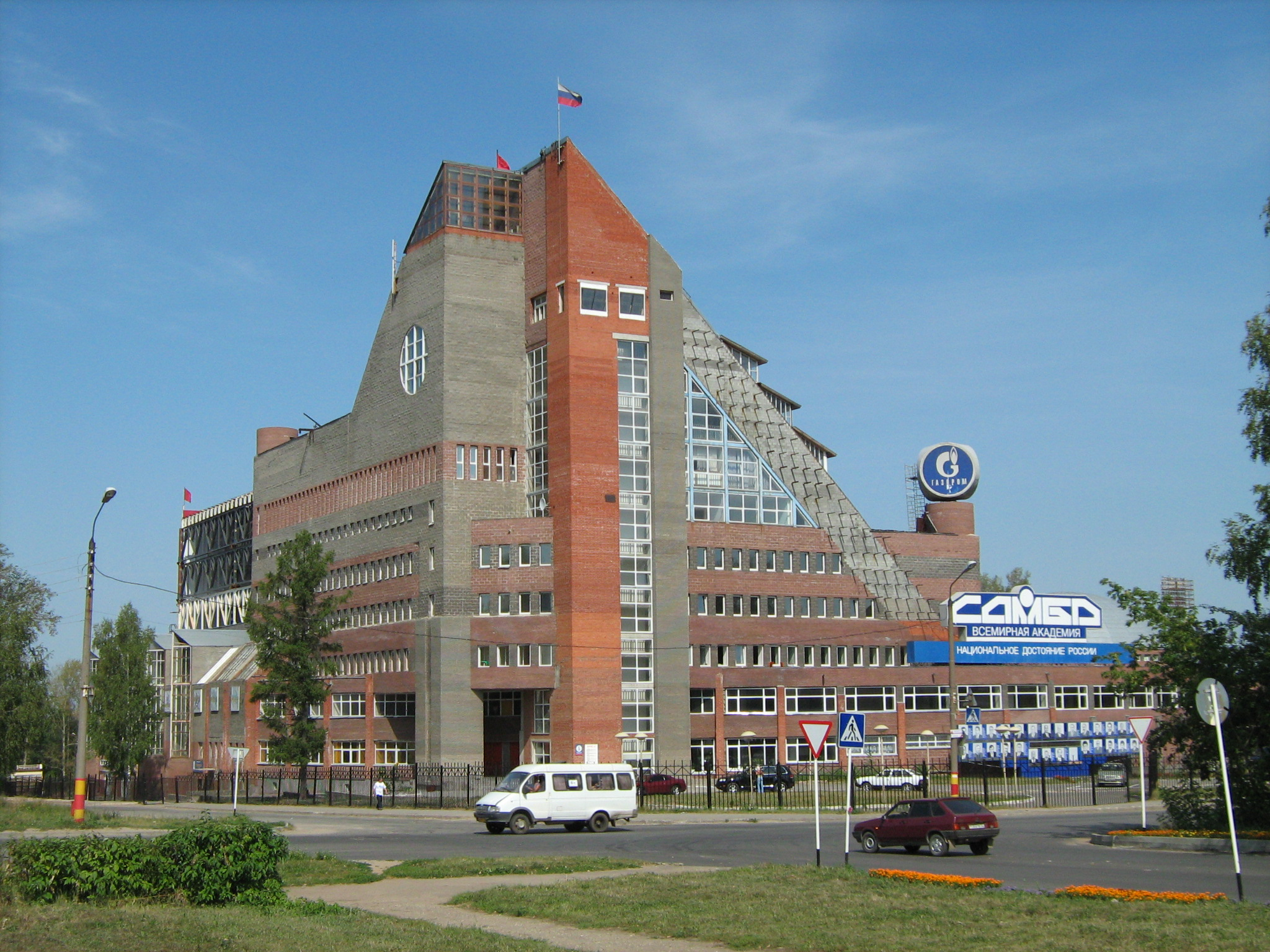
„Internationale Sambo-Akademie“ in Kstowo

Die wohl bekannteste Sporteinrichtung in Kstowo ist die Akademie für Sambo samt einem großen Sportkomplex. Hierdurch gilt Kstowo als Zentrum dieser Kampfsportart. In der Stadt steht auch das sogenannte Erdöl-Technikum, das sich auf Petrochemie spezialisiert hat. Es besteht ferner eine Kstower Filiale der Militäringenieur-Universität Nischni Nowgorod.